# حوش الزراعنة
حوش الزراعنة هي إحدى القرى اللبنانية من قرى قضاء زحلة في محافظة البقاع.

وكان سابقا حيا من أحياء مدينة زحلة.